# X 2000 (CFC)
Pour les articles homonymes, voir X 2000.
Les X 2000 sont des autorails français monocaisse à voie métrique dont la première unité a été livrée aux Chemins de fer de la Corse en 1975.

## Historique

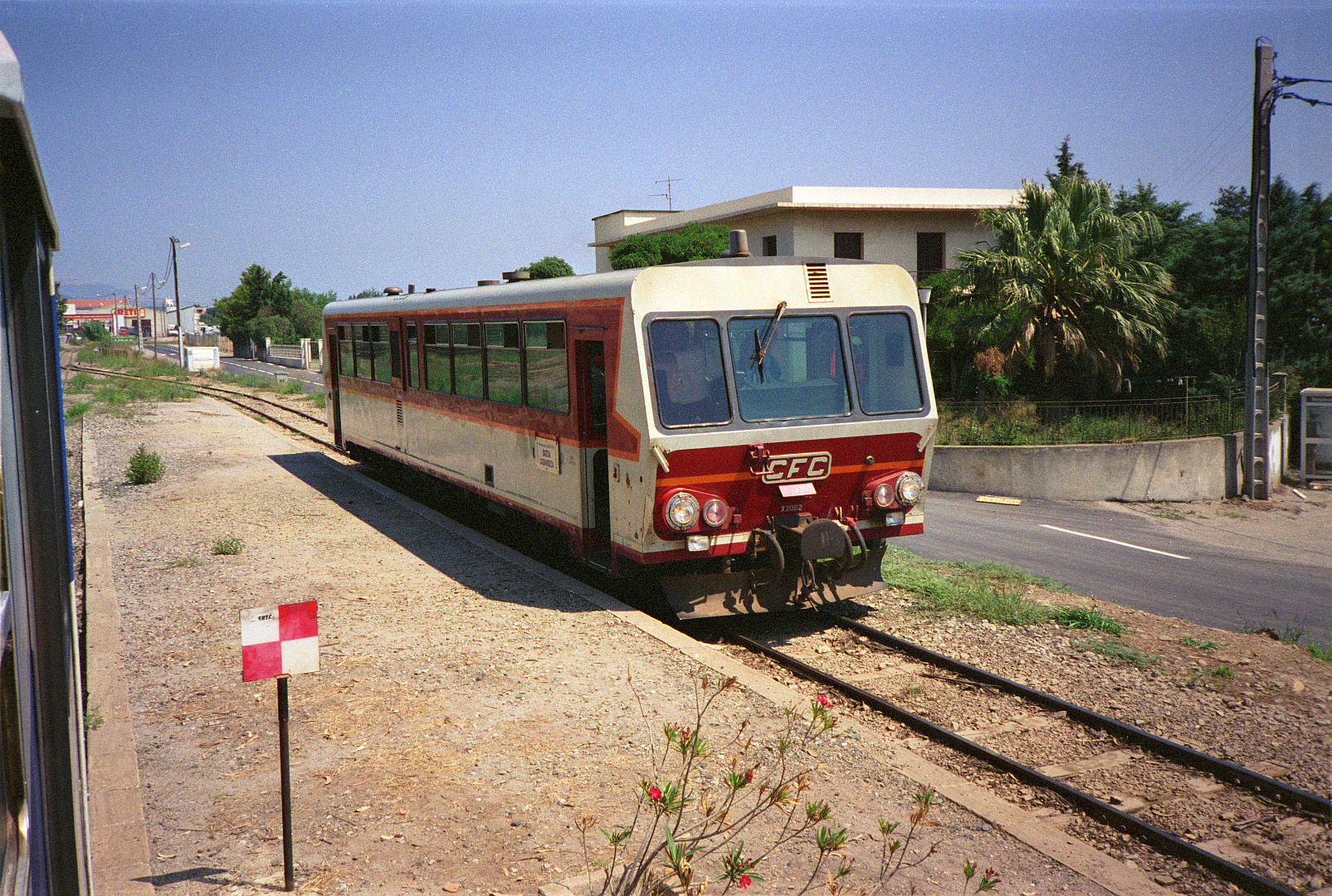
L'autorail X 2002 en version d'origine en 1994.

Les X 2000 sont les premiers autorails neufs commandés pour le réseau corse depuis les ABH8 de Renault, un quart de siècle auparavant. La CFTA, exploitant tout d'abord provisoire depuis début 1972, soumet au ministère des Transports, le projet de l'acquisition de six autorails neufs pour un montant total de 4 millions de francs. C'est lors de l'inauguration du service de banlieue de Bastia, le 6 janvier 1973, que le préfet annonce que la CFTA vient d'obtenir l'autorisation d'emprunt pour l'acquisition des deux premiers autorails. La commande est rapidement passée auprès des ateliers CFD de Montmirail, qui se sont illustrés un an auparavant par la construction de quatre autorails pour les Chemins de fer de Provence, mais n'ont pas d'autres expériences dans la construction de matériel voyageurs. Il est à noter que la société CFD est également l'exploitant initial avant la guerre des chemins de fer de Corse, jusqu'à son éviction dans le cadre de la Libération de la Corse en octobre 1943. Par ailleurs, des locotracteurs de construction CFD sont en service en Corse depuis 1966.

## Livraison
La première unité, le X 1201, est réceptionnée le 26 juillet 1975 sur le port de Bastia et transporté au dépôt sur semi-remorque par un convoi exceptionnel, soit dix-huit mois après la commande du matériel. Son numéro indique la présence d'un compartiment de première classe. L'autorail séduit par ses lignes modernes, mais les personnels techniques des CFC inspectant l'engin, sont d'emblée réservés vis-à-vis de cet autorail, qu'ils jugent trop novateur, le qualifiant d'« autorail-gadget ». Notamment la disposition horizontale des moteurs sous caisse pour la transmission aux bogies et de tout l'équipement mécanique de transmission sans protection prévue, situé immédiatement au-dessus de la voie, sous le plancher du compartiment voyageurs, pose un problème important: sans protection, il est ainsi soumis aux chocs avec des projections de pierres éboulés et déchets de branches d'arbres se trouvant sur la voie. La poussière et l'entretien en est rendu particulièrement délicat. Les coûts de maintenance atteignent donc un niveau inacceptable. S'y ajoute une grave insuffisance du refroidissement des 2 moteurs SACM/POYAUD même s'ils sont suffisamment robustes à l'usage. Les facilités de conduite ne sont pas convaincantes non plus. Le 12 novembre 1975, l'un des deux autorails subit un déraillement après la gare de Sovéria en montant vers l'entrée Nord du tunnel, sous le col de San-Quilico juste avant la descente sur Corté, faisant quatre blessés légers et confirmant les réserves des cheminots dans leur méfiance vis-à-vis de cette nouvelle série. L'engin est conçu, à l'instar des premiers autorails des années 1920, avec une caisse de construction dérivée de l'autocar, la largeur importante des bandes de roulement des roues et le débattement des 2 bogies est important à cause de la longueur de la monocaisse, pour une bonne inscription dans les courbes serrées, l'assemblage hâtif de composants mécaniques et d'éléments initialement conçus par l'industrie automobile et poids-lourds, et doit être considéré comme le résultat d'un compromis qualité-prix inéluctable dans le contexte de financement de l'époque.

## Puissance et adhérence trop faible
C'est ainsi que les X 2000 ne sont pas soumis à un programme de circulations intensives, et ne seront employés que pour des dessertes rapides Bastia - Ajaccio et vice versa, soit deux aller-retours les jours ouvrables. Quand les deux remorques recarrossées XR 104 et 105 de 13 t de tare sont livrées en 1977, les X 2000 s'avèrent inaptes à leur remorquage sur les sections de montagne car trop lourdes, manquant de puissance et d'adhérence. La transmission Asynchro breveté par les CFD en est pour partie responsable, n'agissant de surcroît que sur le 2ème essieu arrière du bogie, l'essieu avant n'étant que porteur . Ainsi, ses remorques XR 104 et 105 restent quasiment inutilisés jusqu'à la livraison des deux nouveaux X 5000, version améliorée et plus puissante. En lieu et place de ces remorques modernes, la CFTA fait de nouveau appel aux anciennes remorques Billard recarrossées par Carde. Leurs nombres de places étant restreints, la direction décide donc de supprimer les compartiments de première classe pour gagner de la place : soit 20 sur 48 places assises à bord des X 1201, 1202 et 1205. La série des X 2000 est ensuite uniformément renumérotée par les CFC du X 2001 à 2005. Des problèmes d'un autre genre apparaissent au cours de l'hiver neigeux de 1975/76, les engins ont du mal à monter les longues rampes des cols enneigés, à cause d'une adhérence des essieux moteurs trop faible et en conséquences, ne peuvent pas respecter l'horaire prévu, de sorte qu'en cas d'immobilisation, les voyageurs doivent descendre pour être transbordés dans un vieil autorail Renault ABH 8 venu à la rescousse, sur la section la plus montagneuse de la ligne, entre Bocognano et Vivario, ceci tant que l'enneigement persiste. Mais même sur un plan plus global, la disponibilité des X 2000 reste insatisfaisante. Des modifications prévues visant à leur conférer une fiabilité proche des normes ferroviaires sont inéluctables. Elles seront entreprises tout d'abord en 1984 sur le X 2003 lors de sa première grande révision aux ateliers SNCF de Bordeaux, et les autres seront traités de la même manière aux ateliers de Casamozza par la suite. À cette occasion, les faces extérieures des engins sont entièrement retôlées et repeintes aussi que l'aménagement intérieur rénové. Les 2 moteurs sont remplacés par des MAN avec une puissance totale de 360 kW. Quoi qu'il en soit, les vieux Renault ABH 8 restent indispensables pour les dessertes omnibus de la ligne centrale jusqu'à l'arrivée des premiers X 97050,.
Hormis les cinq unités livrés aux CFC, deux autres X 2000 sont commandés par les Chemins de fer de Provence et livrés en 1977, prenant les numéros SY-05 et SY-06.

## Description
Les X 2000 rompent radicalement avec la disposition intérieure des autorails traditionnels, ne comportant plus de cabines de conduite séparées ni de compartiment à bagages, et les moteurs sont placés horizontalement sous la caisse. Une vue panoramique est ainsi offerte aux voyageurs, prenant place dans de confortables sièges type autocar. L'intérieur est divisé en deux salles de taille inégale, l'une de 20 places et l'autre de 28 places assises. La dimension des fenêtres n'est pas adaptée à l'espacement des sièges. Entre les deux compartiments, pas exactement au milieu de la caisse, se trouvent un W.C. et deux petits compartiments techniques. Sur le plan de l'exploitation, les X 2000 instaurent également une nouveauté sur le réseau, l'équipement pour circulation en unité multiple. La longueur de la caisse est de 16,08 m et la longueur totale de 16,8 m. La tare est de 18,6 t seulement. Les deux moteurs SACM/POYAUD d'origine fournissent 123 kW chacun et agissent sur l'essieu intérieur de chaque bogie, moyennant une transmission breveté Asynchro. Cette dernière permet à l'autorail de circuler avec un seul moteur en marche. La vitesse maximale nominative est de 85 km/h.

## Dépôt titulaire
EMT de Bastia

## Préservation
- Le X 2003 : transféré aux chemins de fer de Provence Ligne de Nice à Digne re-numéroté X 307
- Le X 2004 : préservé sur place par les CFC, transféré au Camp Raffari à Lumio le 9/6/2016, garé sous un hangar.

Les X 2001, X 2002, et X 2005 qui furent un moment préservés au Chemin de fer du Vivarais, ont finalement été démolis en octobre 2021 à cause de leurs états.